# Skiltron
Skiltron — фолк-метал группа, сформированная в 2004 году в Буэнос-Айресе. С 2018 года группа переехала в Европу (Финляндия, Испания и Франция). Skiltron считаются одной из немногих южноамериканских метал-групп, которые смешивают хеви-метал и кельтскую музыку, стиль, обычно более распространенный во многих частях Европы. Они также хорошо известны тем, что включают волынки в свою музыку. 

## Характеристики
Название
Skiltron — это вариация слова шилтрон, означающее построение, используемое шотландцами во время войн за независимость.
Стиль
По звучанию Skiltron ближе к старой школе британского или немецкого пауэр-метала, но с добавлением волынки.
Лирика
Одной из главных особенностей, делающих Skiltron уникальным, является то, что тексты песен сосредоточены на шотландской истории. «Я просто нахожу ее захватывающей и такой богатой, и каждый раз, когда я там, я всегда пытаюсь найти новые темы для написания» — комментирует Эмилио Соуто в своём интервью.
Дизайн обложек
Внешний вид
Музыканты одевают килты во время выступлений.

## История
Корни этой группы восходят к 1997 году, когда Эмилио и Матиас сформировали группу из 4 человек под названием Century. Этот проект стал менее важным, когда оба присоединились к Feanor, и был окончательно отложен в 2001 году, когда два музыканта стали полноправными участниками этой группы. В 2004 году произошло возрождение и продолжение проекта, а также смена названия с Century на Skiltron.
Начав с 3-песенного демо в 2004 году под названием Gathering the Clans, группа выпустила свой полноценный дебютный альбом The Clans Have United в 2006 году на европейском лейбле Underground Symphony. За ним последовал их второй альбом Beheading the Liars в 2008 году и третий альбом The Highland Way в 2010 году, причем каждый альбом постоянно развивал уникальный стиль и звучание группы.
Четыре участника группы ушли в 2011 году и начали проект в похожем стиле под названием Triddana.
Концерты
Большинство их ранних концертов проходили в Аргентине, где они делили сцену с такими группами, как Grave Digger, In Extremo и Korpiklaani, с которыми группа отправилась в тур по Южной Америке в 2010 году. Они дебютировали в Европе, выступив в Великобритании в 2012 году, где к ним в качестве гостя присоединился вокалист Skyclad Мартин Уолкиер.
После выпуска четвертого альбома Into the Battleground в 2013 году группа начала регулярно гастролировать по Европе, выступая на таких фестивалях, как Wacken, Bloodstock и других. Таким образом, они смогли разделить сцену с такими группами, как Judas Priest, Slayer, In Flames, King Diamond, Avantasia и другими. За выпуском их последнего альбома Legacy of Blood в 2016 году последовал европейский тур, в ходе которого они отыграли 50 концертов за два месяца в двадцати странах. Они гастролировали по Великобритании вместе с пайрэт-метал-группой Iron Seawolf. В начале 2017 года они впервые выступили в Японии, разделив три концерта с немецкими группами Equilibrium и Suidakra.

## Участники
Текущий состав
- Emilio Souto − гитара, мандолина, бузуки (2004-н. в.)
- Ignacio López - бас (2011-н. в.)
- Pereg Ar Bagol - волынка (2014-н. в.)
- Joona Nislin - ударные (2018-н. в.)
- Paolo Ribaldini - вокал (2021-н. в.)

Бывшие участники
- Martin McManus - вокал (2015-2021)
- Matias Pena − ударные (2004-2018)
- Juan José Fornés − гитара (2006-2011)
- Fernando Marty − бас (2004-2011)
- Diego Valdez − вокал (2006-2011)
- Pablo Allen − волынка (2006-2011), вистл (2008-2011)
- Diego Spinelli - вистл, ирландская флейта, флейта-пикколо (2006-2008)
- Esteban D'antona - альт (2006-2007)

## Дискография
Альбомы
- The Clans Have United (2006)
- Beheading the Liars (2008)
- The Highland Way (2010)
- Into the Battleground (2013)
- Legacy of Blood (2016)
- Bruadarach (2023)

Прочее
- Gathering the Clans (2004) — демо
- The Blind Harry Demo (2007) — демо
- «The Final Countdown» (2020) — сингл[комм. 1]
- «As We Fight» (2023) — сингл